# 정범모 (교육학자)
정범모(한국 한자: 鄭範謨, 1925년 11월 11일~2022년 1월 28일)는 대한민국의 교육학자 겸 대학 교수이자, 교육심리철학자 겸 교육인이다.
그는 경성부(서울)에서 태어났으며, 1949년 3월, 서울대학교 교육학과에서 학사 학위를 취득한 뒤 미국 시카고대에서 교육학 석사·철학박사 학위를 받았다. 1952년 8월에 서울대학교에 전임강사로 임용되었으며 1978년 당시 서울대 교수였을 때 충북대학교 총장으로 자리를 옮겨 1982년까지 재직하였다. 대학의 장기종합발전계회을 수립하여 기반을 잡고 실험대학 실시, 공과대학 특성화, 의과대학 설립과 부속병원 인가 관련 추진, 해외 연수를 통해 교수들의 역구역량을 높이는 등 발전의 기틀을 잡았다. 그 후, 1982년에는 한림대학교 교수로 자리를 옮겼으며 1992년에서부터 1996년까지 한림대학교 제 2대 총장을 역임하였다. 2008년부터는 한림대 명예석좌교수로 후학을 양성해왔다.
교육학분야에서 많은 연구실적과 저서를 남겼다. 1986~2022 대한민국 학술원 회원 등을 지냈다.
제17회 인촌상 교육부문, 제2회 일송상 국민훈장 무궁화장 등을 받았다. 지난 2006~2008년 평소 소신에 따라 경제적 어려움으로 학업을 잇기 어려운 대학생을 위해 거의 전 재산을 대학 장학금으로 헌납하기도 했다. 2022년 별세한 후 언론에서는, 《대한민국의 국내의 교육학계의 거목 정범모 前 총장 별세》라고 기사가 났다.

1.  기본사항
| 이름 (한문) | 정범모 (鄭範謨)         |
| 이름 (영문) | Chung Bom-Mo            |
| 출생 별세   | 1925.11.11.~2022. 1. 28 |
| 전공        | 교육학                  |

2.  학력
| 기간        | 출신학교                           | 전공   | 학위      |
| 1945 ~ 1949 | 서울대학교                         | 교육학 | 학사      |
| 1950 ~ 1951 | 미국 루이지애나 주립 대학교 대학원 | 심리학 | 석사 수료 |
| 1951 ~ 1952 | 미국 시카고대학                    | 교육학 | 석사      |
| 1962 ~ 1964 | 미국 시카고대학                    | 철학   | 박사      |

3.  경력
| 기간          | 소속                | 직위                                    |
| 1952 ~ 2022   | 서울대학교          | 전임강사, 조교수, 부교수, 교수,명예교수 |
| 1973 ~ 1975   | 서울대학교 사범대학 | 학장                                    |
| 1978 ~ 1982   | 충북대학교          | 총장                                    |
| 1982 ~ 1991   | 한림대학교          | 교수                                    |
| 1992 ~ 1996   | 한림대학교          | 총장                                    |
| 1996 ~ 2008   | 한림대학교          | 석좌교수                                |
|               |                     |                                         |
| 1966 ~ 1968   | 한국교육학회        | 회장                                    |
| 1974 ~ 2022.1 | 한국행동과학연구소  | 회장                                    |
| 1986 ~ 2022.1 | 대한민국학술원      | 회원                                    |
| 2008 ~ 2022.1 | 한림대학교          | 한림대 명예석좌교수                     |

4.  포상
-      정부포상
| 연도 | 종류              | 분야       | 수여기관 |
| 1973 | 국민훈장 동백장   | 학술. 교육 | 대통령   |
| 1996 | 국민훈장 무궁화장 | 교육       | 대통령   |
| 2010 | 건국포장          | 국가유공자 | 대통령   |

-      민간단체포상
| 연도 | 종류           | 분야      | 수여단체              |
| 1991 | 天園賞         | 학술.교육 | 천원오천석기념회      |
| 1992 | 省谷學術文化賞 | 학술      | 성곡학술문화재단      |
| 2003 | 仁村賞         | 교육      | 인촌기념회            |
| 2007 | 一松賞         | 학술.교육 | 한림대 일송기념사업회 |

5.  학술. 연구 업적
-      저서
| 저서명                                                                | 발행년도 | 발행처                    |
| 교육평가                                                              | 1954     | 풍국학원                  |
| 교육·심리 통계적 방법                                                 | 1956     | 풍국학원                  |
| 교육과정                                                              | 1956     | 풍국학원                  |
| 항변의 章                                                             | 1956     | 풍국학원                  |
| 발전론 서설(공저)                                                     | 1965     | 배영사                    |
| An Image of Education in Korea: A Critique                            | 1966     | Seoul National University |
| 발전의 서장                                                           | 1966     | 배영사                    |
| 교육과 교육학                                                         | 1968     | 배영사                    |
| 知力의 교육 (편저)                                                    | 1969     | 배영사                    |
| Psychological Perspectives: Family Planning in Korea (공저)           | 1972     | 한국행동과학연구소        |
| 가치관과 교육                                                         | 1972     | 배영사                    |
| 한국교육의 미래 (편저)                                                | 1972     | 배영사                    |
| 미래: 인구, 환경, 사회, 교육의 제문제 (편저)                          | 1975     | 배영사                    |
| 국가발전과 어린이 (공저)                                              | 1976     | 배영사                    |
| 국가발전과 청소년 (공저)                                              | 1977     | 배영사                    |
| 미래의 선택                                                           | 1989     | 나남                      |
| 교육난국의 해부 (공저)                                                | 1991     | 나남                      |
| 입시와 교육개혁                                                       | 1993     | 나남                      |
| 교육의 본연을 찾아서 (편저)                                           | 1993     | 나남                      |
| 인간과 사회와 교육 I, II                                              | 1993     | 나남                      |
| 무엇을 어떻게 배우며 가르칠까                                         | 1996     | 한울터                    |
| 인간의 자아실현                                                       | 1997     | 나남                      |
| 21C를 향한 교육개혁                                                   | 1999     | 민음사                    |
| 한국의 교육세력                                                       | 2000     | 나남                      |
| 창의력이란                                                            | 2001     | 교육과학사                |
| 한국의 내일을 묻는다                                                  | 2004     | 나남                      |
| 학문의 조건                                                           | 2006     | 나남                      |
| 그래, 이름은 뭔고?                                                    | 2007     | 나남                      |
| 한국의 세 번째 기적                                                   | 2008     | 나남                      |
| 교육의 향방                                                           | 2009     | 교육과학사                |
| 한국교육 어디로 가야 하나 (편저)                                      | 2010     | 푸른역사                  |
| Development and Education - A critical Appraisal of the Korean Case - | 2010     | SNUPRESS                  |
| 내일의 한국인                                                         | 2011     | 학지사                    |
| 다시 생각해야 할 한국교육의 신화                                      | 2012     | 학지사                    |
| 격동기에 겪은 사상들                                                  | 2014     | 서울대학교출판문화원      |
| 그저 좋아서-소망이 담긴 수상-                                         | 2015     | 학지사                    |
| 창의력과 공의식                                                       | 2016     | 학지사                    |

-      연구활동
| 연구주제                              | 연도 |  |
| 지능검사 연구, 제작                   | 1955 |  |
| 인성검사(국, 중, 고등학교) 연구, 제작 | 1959 |  |
| 적성종합검사 연구, 제작               | 1961 |  |
| 다면적 인성검사 연구, 제작            | 1963 |  |
| 대학생문제에 관한 연구                | 1960 |  |
| 국가발전과 교육에 관한 연구           | 1965 |  |
| 성취동기에 관한 연구                  | 1968 |  |
| 인구문제의 심리적요인의 연구          | 1971 |  |
| 교육난국의 해부 연구                  | 1989 |  |
| 지식기반사회의 교육이념과 교육정책    | 2001 |  |

-      논문
| 논문명                                                                   | 발행년도 | 게재지                              | 발행처                                              |
| 교육개혁의 의욕과 긴요성                                                 | 1956     | 교육                                | 서울대학교 사범대학교육회                           |
| 문제유형으로 본 근대화의 개념                                            | 1965     | 동아문화                            | 서울대학교 동아문화연구소                           |
| 교육교환에 의한 미국문화의 영향                                          | 1967     | 아세아연구                          | 고려대학교 아세아문제연구소                         |
| 사회과학과 사회과 교육                                                   | 1969     | 사회과교육                          | 한국사회과교육연구회                                |
| 인구증가와 사회규범                                                      | 1970     | 대한간호                            | 대한간호협회                                        |
| Development Education: An After-Thought                                  | 1981     | Curriculum Praxis                   | Dept. of Secondary Education, University of Alberta |
| 한국교육학의 성숙과정과 발전역량의 진단                                  | 1985     | 교육학연구                          | 한국교육학회                                        |
| 교육 및 심리검사의 발전과제와 전망                                       | 1987     | 교육평가연구                        | 한국교육평가학회                                    |
| 한국교육학의 자족성의 문제                                               | 1987     | 교육학연구                          | 한국교육학회                                        |
| Education for Development and Beyond: Needs for Continuous Reorientation | 1988     | 한국교육                            | 한국교육개발원                                      |
| 컴퓨터와 교육                                                            | 1988     | 교육공학연구                        | 한국교육공학회                                      |
| 교육구성집단간의 권리 의무 책임의 재조명                                 | 1989     | 교육학연구                          | 한국교육학회                                        |
| 교실역동연구에 관한 몇 가지 단상                                         | 1989     | 교육심리연구                        | 한국교육심리학회                                    |
| 격동기의 학구여정                                                        | 1990     | 철학과 현실                         | 철학문화연구소                                      |
| 고등정신기능과 수학능력시험                                              | 1992     | 과학교육연구논총                    | 충북대학교 과학교육연구소                           |
| 무철학의 행진                                                            | 1992     | 철학과 현실                         | 철학문화연구소                                      |
| 교육개혁과 중등교원 양성체제: 교육개혁 차원에서의 교사양성체제 개혁방안  | 1993     | 중등교육연구                        | 경상대학교 중등교육연구소                           |
| 한국 교육과정의 발전과제                                                 | 1998     | 교육과정연구                        | 한국교육과정학회                                    |
| 넓은 뜻의 교육                                                           | 2000     | 교육이론과 실천                     | 경남대학교 교육문제연구소                           |
| Thoughts on Education for an Age of Synthesis                            | 2000     | Asia Pacific Education Review       | Institute of Asia Pacific Education Development     |
| 창의력은 기를 수 있는 것인가?                                            | 2001     | 대한사고개발학회 학술대회발표논문집 | 대한사고개발학회                                    |

-      기조강연
| 기조강연제목                                                               | 연도 | 학술대회명                                                                                        | 주최기관/단체                                   |
| 국가발전과 어린이                                                          | 1976 | 국가발전과 어린이를 위한 어린이문제세미나                                                         | 행동과학연구소                                  |
| 초등교육 양성체제의 문제                                                   | 1990 | 한국초등교육학회학술심포지엄: 초등교육 양성체제의 문제                                            | 한국초등교육학회                                |
| 창의적 사고, 열리는 세상                                                   | 1994 | 제3차 아시아태평양 영재학술대회                                                                   | 한국영재학회                                    |
| 통일전망과 영.유아교육                                                     | 1996 | 통일을 대비한 남북한 영유아보육 및 유아교육과제와 진단                                            | 미래유아교육학회                                |
| 교육위기 탈출의 조건                                                       | 2001 | 위기의 한국 위기의 교육 심포지엄                                                                  | 교수신문                                        |
| 21세기 교육과 교육대학교의 위상정립                                        | 2002 | 제1회 전국대학교 연합학술대회: 21세기 교육대학교의 위상정립                                       | 교대연합                                        |
| 한민족의 미래를 여는 재외동포교육                                          | 2004 | 재외동포교육국제학술대회                                                                          | 재외동포교육진흥재단                            |
| 자라나는 계절                                                              | 2004 | 공동육아와공동체교육10주년기념 학술대회: Participatory Educare and Ecological Growth              | (사) 공동육아와 공동체교육                      |
| 신뢰와 협력의 교육공동체                                                   | 2005 | 국민대토론회: 신뢰와 협력의 교육공동체 구축방안 모색                                              | 교원대학교/ 교육에서 희망을 찾는 국회의원모임   |
| 한국교육, 차세대리더를 기르고 있는가?                                      | 2005 | 고등교육개혁: 쟁점과 토론                                                                         | 한국교육학회                                    |
| 사회변화와 상담학의 위기현장 적용                                          | 2006 | 한국상담학회 연차대회                                                                             | 한국상담학회                                    |
| 미래사회와 한국교육공학회의 역할                                           | 2006 | 한국교육공학회 2006년 추계학술대회                                                                | 한국교육공학회                                  |
| 노년기생활                                                                 | 2007 | 과학기술포럼: 고령화사회를 만나다                                                                 | 과학기술부/한국과학문화재단                     |
| 교육력                                                                     | 2007 | 한국교육학회춘계학술대회: 한국의 교육력, 이대로 좋은가?                                           | 한국교육학회                                    |
| 지식가치관과 지력                                                          | 2007 | Gardner박사초청 2007년 한국영재학회하계학술대회                                                   | 한국영재학회                                    |
| 유아교육의 다학문적 접근                                                   | 2008 | 한국유아교육학회 정기학술대회                                                                     | 한국유아교육학회                                |
| 교육을 왜 하는가                                                           | 2009 | 제1회 일송학술대회: 한국교육, 어디로 가야 하나?                                                   | 한림대학교                                      |
| 창의성 교육과 인성교육                                                     | 2010 | 미래교육의 패러다임: 창의-인성교육을 위한 초학제적 모색                                           | 연세대학교 미디어아트연구소 /한국창의력교육학회 |
| Essential Core of Education for the 21st Century: Lessons from Innovations | 2010 | 한국교육학회국제학술대회: Educational Innovation for 21st Century: Sharing Visions and Experience | KERA/ KEDI/ KICE/ KRIVET/ KERIS/ NILE/ EBS      |

-      국제학술활동
| 활동사항                                     | 연도  |
| 교육통계에 관한 UNESCO 학술회의, 태국        | 1957  |
| 게이오대학 백주년기념 학술회의, 일본         | 1960  |
| 문화와 자유 학술회의, 말레이지아, 말라야대학 | 1966  |
| 종합적성검사 학술회의, 나이지리아            | 1967  |
| 국제인구문제 학술세미나, 미국                | 1970  |
| 제2차 아시아 고등교육 학술세미나, 싱가폴     | 1971  |
| 교육과정 개선 학술세미나. 스웨덴             | 1971  |
| 성인교육 학술세미나, 일본                    | 1972  |
| 가족계획, 사회과학 학술세미나, 영국          | 1974  |
| 아시아 및 대양주 교육연구 학술세미나, 일본   | 1979  |
| 교육연구에 관한 UNESCO 학술세미나, 태국      | 1980  |
| 교육연구방법에 관한 학술세미나, 일본         | 1981  |
| 세계교육과정협회 학술세미나, 캐나다          | 1983  |
| 전통과 변화 학술세미나, 미국, 아스펜연구소   | 1984  |
| 지능개발에 관한 학술회의, 베네주엘라         | 1985  |
| 세계 사회교육협회 학술회의, 캐나다           | 1988  |
| 서울올림픽 국제학술회의, 서울                | 1988. |
| 재외동포교육 국제학술회의, 대전              | 2004  |
| 한국교육학회 국제학술회의, 서울              | 2010  |